# Diguetia catamarquensis
Diguetia catamarquensis är en spindeartl som först beskrevs av Cândido Firmino de Mello-Leitão 1941.  
Diguetia catamarquensis ingår i släktet Diguetia och familjen Diguetidae. Inga underarter finns listade i Catalogue of Life.